# Perdita jucunda
Perdita jucunda är en biart som beskrevs av Timberlake 1962. Perdita jucunda ingår i släktet Perdita och familjen grävbin. Inga underarter finns listade i Catalogue of Life.